# White,white
『white,white』は、日本のヴィジュアル系ロックバンドであるメガマソが2008年9月24日にリリースした通算4枚目のシングルである。

## 販売形態
- white,white 初回限定盤（CD＋DVD）
- white,white 通常盤（CD）

## 収録曲

### 初回限定盤
1. white,white
  - 作詞・作曲：涼平
2. しずかなほし しずかなひとびと
  - 作詞・作曲：涼平

- DVD
  - PV 「white,white」

### 通常盤
1. white,white
2. しずかなほし しずかなひとびと
3. 俯瞰の翼
  - 作詞・作曲：インザーギ